# 陸氏 (張茂妻)
陆氏（?—?），张茂之妻，晉朝時期女性人物，吴郡（今江苏省苏州市）人。
陆氏丈夫张茂为吴郡太守，被沈充杀害，陆氏倾尽家财，率张茂部曲讨伐沈充。沈充失败后，陆氏到建康宫阙上书晋明帝，为张茂解脱没有大胜仗的责任。得到明帝嘉奖，下诏说：“茂夫妻忠诚，举门义烈，宜追赠茂太仆。”